# Cuesta del Obispo
Cuesta del Obispo är en ås i Argentina.   Den ligger i provinsen Salta, i den norra delen av landet, 1 300 km nordväst om huvudstaden Buenos Aires.
Omgivningarna runt Cuesta del Obispo är i huvudsak ett öppet busklandskap. Trakten runt Cuesta del Obispo är nära nog obefolkad, med mindre än två invånare per kvadratkilometer.